# João Mário
João Mário Naval da Costa Eduardo eller bare João Mário (født 19. januar 1993 i Porto, Portugal), er en portugisisk fodboldspiller (midtbane). Han spiller for tyrkiske Beşiktaş JK.

## Klubkarriere
De første år af sin seniorkarriere spillede João Mário for Sporting Lissabon, afbrudt af et lejeophold hos Vitória Setúbal. Han var med til at vinde en portugisiske pokaltitel med Sporting, før han i 2016 blev solgt til Inter i Serie A for en pris på hele 40 millioner euro.
João Mário kæmpede med manglende spilletid i Inter og blev i januar 2018 udlejet til West Ham i den engelske Premier League.

## Landshold
João Mário står (pr. december 2022) noteret for 55 kampe og tre scoringer for det portugisiske landshold, som han debuterede for 11. oktober 2014 i en venskabskamp mod Frankrig. Han var efterfølgende en del af truppen der vandt guld ved EM 2016 i Frankrig og blev også udtaget til VM 2018 i Rusland og VM 2022 i Qatar.